# 索菲伊夫卡 (巴什坦卡區)
47°41′29″N 32°21′25″E / 47.69139°N 32.35694°E
索菲伊夫卡（羅馬化：Sofiivka）是位於烏克蘭南部的村莊，由尼古拉耶夫州巴什坦卡區的索菲伊夫卡市鎮負責管轄，始建於1809年，面積3.3平方公里，海拔高度51米，2001年人口1,289，人口密度每平方公里390.6人。